# La Motte-Servolex
La Motte-Servolex là một xã thuộc tỉnh Savoie trong vùng Rhône-Alpes ở đông nam nước Pháp. Xã này nằm ở khu vực có độ cao từ 232-1440 mét trên mực nước biển.